# Arnold Scholz
Arnold Scholz (* 24. Dezember 1904 in Charlottenburg; † 1. Februar 1942 in Flensburg) war ein deutscher Mathematiker, der sich mit algebraischer Zahlentheorie befasste. 

## Leben und Wirken
Scholz war der Sohn von Reinhold Scholz (Abteilungsvorstand am Militärischen Versuchsamt), besuchte das Kaiserin Auguste Gymnasium in Charlottenburg und studierte 1923 bis 1928 an der Universität Berlin Mathematik, Philosophie und Musikwissenschaft u. a. bei Issai Schur, bei dem er 1928 „magna cum laude“ promoviert wurde (Über die Bildung algebraischer Zahlkörper mit auflösbarer Galoisscher Gruppe, Mathematische Zeitschrift Bd. 30, 1929, S. 332). 1927 war er ein Semester in Wien bei Philipp Furtwängler. Nach der Promotion war er Assistent in Berlin und ab 1930 Privatdozent in Freiburg im Breisgau. 1935 bis 1940 hatte er einen Lehrauftrag an der Universität Kiel, wo er sich 1934 umhabilitierte und dann Dozent war. 1940 wurde er eingezogen und war Mathematiklehrer an der Marineakademie in Flensburg-Mürwik. Er stand von seinen Studententagen bis zu seinem Tod in regem Briefwechsel mit Helmut Hasse und arbeitete in den 1930er Jahren mit Olga Taussky-Todd zusammen. 1942 starb er an Diabetes.
Scholz arbeitete in algebraischer Zahlentheorie. Unter anderem stammen von ihm frühe Arbeiten zum Umkehrproblem der Galoistheorie in algebraischen Zahlkörpern, wo er etwa gleichzeitig mit Hans Reichardt die Lösbarkeit des Problems für p-Gruppen (p prim, ungerade) zeigte. Die Arbeiten von Reichardt und Scholz wurden nach dem Krieg von Igor Schafarewitsch aufgegriffen (der die Lösbarkeit für auflösbare Gruppen zeigte). 1928 zeigte Scholz die Existenz algebraischer Zahlkörper mit beliebig großem Klassenkörperturm.
Ein Reziprozitätsgesetz ist nach ihm benannt (das aber nach Franz Lemmermeyer schon Theodor Schönemann kannte).
In seinem Nachlass war auch ein fast vollendetes Manuskript Spezielle Zahlkörper für die Neuauflage der Enzyklopädie der mathematischen Wissenschaften.

## Schriften
- Über die Bildung algebraischer Zahlkörper mit auflösbarer Galoisscher Gruppe, Inauguraldissertation, Berlin 1928 und Mathematische Zeitschrift Bd.30, 1929
- mit Helmut Hasse: Zur Klassenkörpertheorie auf Takagischer Grundlage, Mathematische Zeitschrift 29, 1929, S. 60–69
- Zwei Bemerkungen zum Klassenkörperturm, Crelles Journal 161, 1929, S. 201–207
- Über die Beziehung der Klassenzahlen quadratischer Körper zueinander, Crelles Journal 166, 1932, S. 201–203
- Über die Lösbarkeit der Gleichung t²−Du²=−4, Mathematische Zeitschrift 39, 1934, S. 95–111
- mit Olga Taussky: Die Hauptideale der kubischen Klassenkörper imaginär-quadratischer Zahlkörper: ihre rechnerische Bestimmung und ihr Einfluß auf den Klassenkörperturm, Crelles Journal 171, 1934, S. 19–41
- Die Kreisklassenkörper von Primzahlpotenzgrad und die Konstruktion von Körpern mit vorgegebener zweistufiger Gruppe I, Mathematische Annalen Bd. 109, 1934, S. 161, Teil 2, Mathematische Annalen, Bd. 110, 1935, S. 633
- Totale Normenreste, die keine Normen sind, als Erzeuger nicht-abelscher Körpererweiterungen. I, Crelles Journal 175, 1936, S. 100–107
- Konstruktion algebraischer Zahlkörper mit beliebiger Gruppe von Primzahlpotenzordnung. I, Mathematische Zeitschrift 42, 1937, S. 161–188
- Minimaldiskriminanten algebraischer Zahlkörper, Crelles Journal 179, 1938, S. 16–21
- Einführung in die Zahlentheorie, Sammlung Göschen, de Gruyter, Berlin 1939
  - überarbeitet von Bruno Schoeneberg: Einführung in die Zahlentheorie (5. Auflage), de Gruyter, Berlin 1973
- Zur Abelschen Durchkreuzung, Crelles Journal 182, 1940, S. 216
- Totale Normenreste, die keine Normen sind, als Erzeuger nicht-abelscher Körpererweiterungen. II, Crelles Journal 182, 1940, S. 217–234
- Zur Idealtheorie in unendlichen algebraischen Zahlkörpern, Crelles Journal 185, 1943, S. 113–126

### Nachlass
- Spezielle Zahlkörper, bestimmt für die Enzyklopädie der mathematischen Wissenschaften (unvollendet)